# Vauxonne
Die Vauxonne ist ein kleiner Fluss in Frankreich, der im Département Rhône in der Region Auvergne-Rhône-Alpes verläuft. Sie entspringt unter dem Namen Ruisseau de Fonzelle im Gemeindegebiet von Saint-Cyr-le-Chatoux, entwässert generell Richtung Ostnordost durch die Landschaft des Beaujolais und mündet nach rund 19 Kilometern im Gemeindegebiet von Saint-Georges-de-Reneins als rechter Nebenfluss in die Saône. Im Unterlauf quert die Vauxonne die Bahnstrecke Paris–Marseille und die Autobahn A6.

## Orte am Fluss
- Saint-Cyr-le-Chatoux
- Montrichard, Gemeinde Vaux-en-Beaujolais
- Vaux-en-Beaujolais
- La Valla, Gemeinde Vaux-en-Beaujolais
- Le Fond de Vaux, Gemeinde Le Perréon
- Le Fond d’Arbuissonnas, Gemeinde Salles-Arbuissonnas-en-Beaujolais
- Le Darroux, Gemeinde Saint-Étienne-des-Oullières
- Buyon, Gemeinde Saint-Georges-de-Reneins
- Saint-Georges-de-Reneins

## Sehenswürdigkeiten

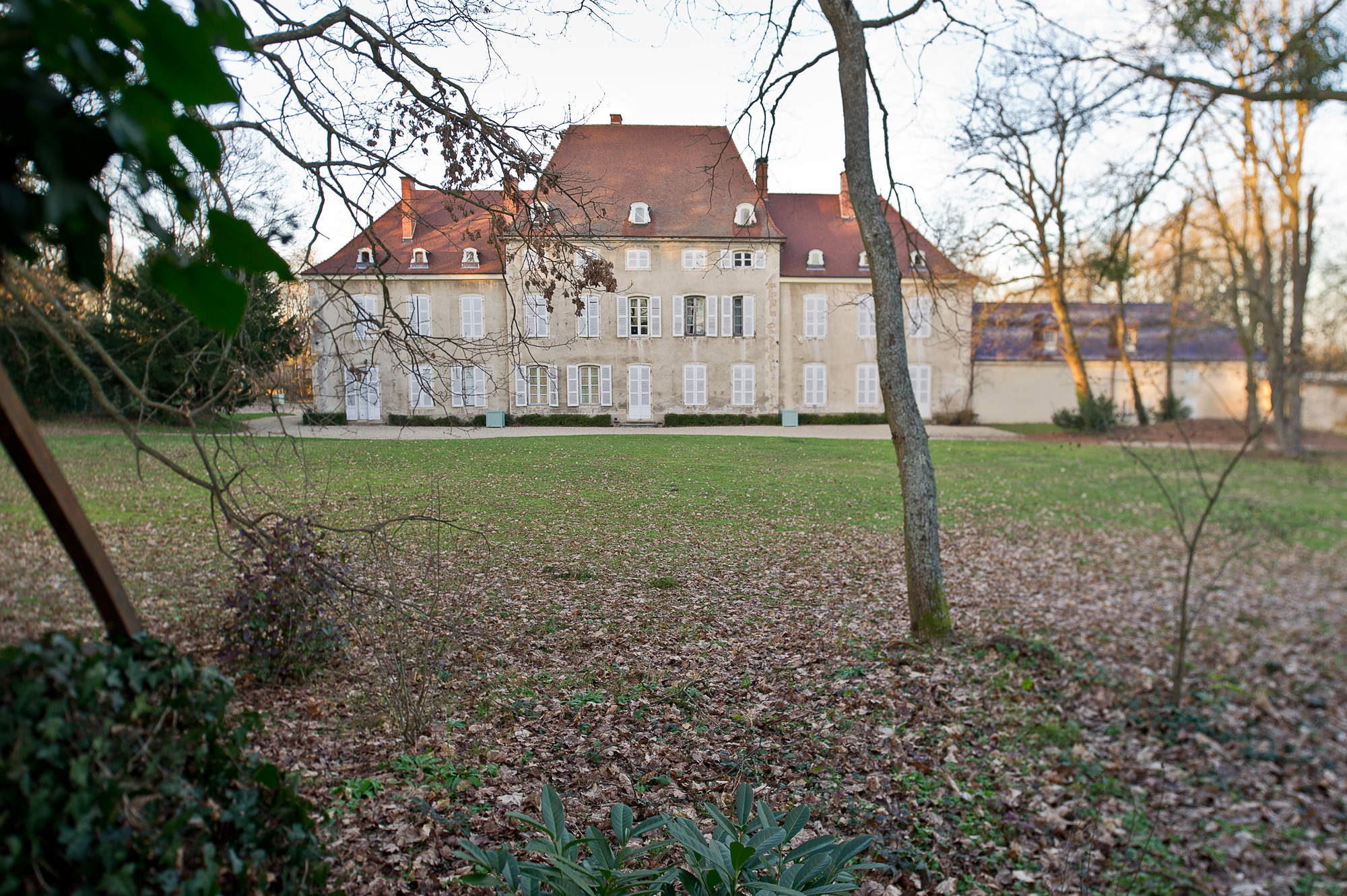
Château de Vallières

- Château de Vallières, Schloss aus dem 17. Jahrhundert in Saint-Georges-de-Reneins – Monument historique[4]